# Galdan Tsereng
Galdan Tsereng († August oder September 1745) war von 1727 bis 1745 Khan des Dsungarischen Khanats. Er war der Sohn und Nachfolger von Tsewangrabtan und setzte dessen Politik mit ähnlichem Erfolg fort.

## Geschichte
Seit dem Frieden von 1724 grenzte sein Reich direkt an Qing-China, das nun neben den Mongolen auch die stammesverwandten Choschuten kontrollierte und inzwischen als direkte Gefahr für den Staat ernst genommen wurde. Zu Kampfhandlungen kam es 1731/32 im Raum von Hami und Ürümqi und in der Mongolei. Die Dschungaren drangen unter dem Jüngeren Tsereng Dondub bis zum Kloster Erdene Dsuu vor, wo sie am 23. September 1732 vom Khalka-Fürsten Tsereng besiegt wurden (10.000 Tote). 1734 begannen erneute Friedensverhandlungen, die 1739 mit der Festlegung der Altai-Grenze ihren Abschluss fanden. 1735 sandte er seine erste Tributgesandtschaft nach Peking.
Auch gegenüber den Kasachen setzte er die Politik seines Vaters fort, so dass sich große Teile der Großen- und Mittleren Horde sowohl ihm als auch den Russen unterordnen mussten. 1741 sandte er z. B. zwei Armeen gegen die Kasachen, die Abylai Khan besiegten und gefangen nahmen (1741/42), die Khane Abu'l Muhammed und Baraq zur Stellung von Geiseln bewogen, erneut das Syrdarja-Gebiet verwüsteten und bis zur russischen Grenze (1744) kamen.
Galdan Tsereng war kein primitiver Nomadenhäuptling, er soll hundert Kamele beladen mit Büchern mit sich geführt haben.
Er starb im August oder September 1745. Nach ihm wurde sein zweiter Sohn Bayan bzw. Tsewang Dordschi Namdschar als Khan eingesetzt. Der war jedoch noch zu jung für das Amt und wurde deswegen 1750 in einem Putsch einiger Offiziere zugunsten seines älteren Bruders Lama Dardscha (erm. 1752) abgesetzt und geblendet. Einflussreiche Verwandte (Dawatschi, Amarsanaa) akzeptierten den neuen Herrscher nicht und damit begann ein Machtkampf, der unter Einmischung Qing-Chinas zum schnellen Untergang des Dschungarenreiches führte.